# Joe Harris (matemático)
Joseph Daniel Harris, mais conhecido como Joe Harris (17 de agosto de 1951), é um matemático estadunidense, que trabalha com geometria algébrica.
Harris estudou na Universidade Harvard, onde obteve em 1978 um doutorado, orientado por Phillip Griffiths, com a tese A bound on the geometric genus of projective varieties. Foi depois C.L.E. Moore instructor no Instituto de Tecnologia de Massachusetts, depois professor da Universidade Brown e a partir do final da década de 1980 novamente professor em Harvard.
Foi palestrante convidado do Congresso Internacional de Matemáticos em Varsóvia (1983: Recent work on {\displaystyle {\mathcal {M}}_{g}}. Em 2002 foi eleito membro da Academia de Artes e Ciências dos Estados Unidos, e em 2011 da Academia Nacional de Ciências dos Estados Unidos.
Dentre seus orientados constam Ravi Vakil, Rahul Pandharipande e Dan Abramovich.

## Obras
- com Phillip Griffiths: Principles of Algebraic Geometry, Wiley 1978, ISBN 978-0-471-05059-9
- com Griffiths, Enrico Arbarello, Maurizio Cornalba: Geometry of Algebraic Curves, Vol. 1, Springer, ISBN 978-0-387-90997-4
- com William Fulton: Representation Theory, A First Course, Springer, Graduate Texts in Mathematics, 1991, ISBN 978-0-387-97495-8
- Algebraic Geometry: A First Course, Springer 1992, ISBN 978-0-387-97716-4
- com David Eisenbud: The Geometry of Schemes, Springer, Graduate Texts in Mathematics, 2000, ISBN 978-0-387-98638-8 (inicialmente como Schemes – the language of modern algebraic geometry 1992, Wadsworth and Brook/Cole)
- com Ian Morrison: Moduli of Curves, Springer 1998, ISBN 978-0-387-98438-4
- com David Eisenbud: Curves in projective space, Les Presses de l´Université de Montréal, 1982